# Каменка (Дальнегорский городской округ)
В Чугуевском районе Приморского края тоже есть село Каменка.
Ка́менка — село в Дальнегорском городском округе Приморского края (Россия).

## География
Село расположено на берегу залива Опричник Японского моря на автодороге, соединяющей Рудную Пристань с посёлком Пластун, до Рудной Пристани около 30 км. Ближайшая станция Дальневосточной железной дороги Новочугуевка в 273 км.
Основа экономики — рыболовство, переработка морепродуктов.

## История

Каменский рыбзавод и рыбный порт в устье Опричнинки

Поселение Макарово возникло в 1907 году, с приездом первых переселенцев. Одним из первых поселенцев Макарова был некий царский офицер по фамилии Чудов (звали его дедом Маковкой), сосланный сюда в 1904 году. Предположительно, поселение Макарово названо в честь капитана научно-исследовательского судна «Витязь» Макарова Степана Осиповича, корабль относился к военному флоту и 3 года служил на Тихом океане.
Первые поселенцы строили сами себе небольшие дома, сеяли овес, пшеницу, чумизу, выращивали овощи, разводили скот. Мужчины занимались охотой, рыболовством. Местные жители обменивали хлеб, рыбу, картофель на необходимые продукты, товары, особенно мыло, соль, керосин. Первое время выпаривали соль из морской воды, в магазин ходили пешком на Тетюхе-Пристань. Дорогу из Тетюхе в Макарово строили каторжане в 1914 году.
в 1929 году был построен и пущен в эксплуатацию рыбоконсервный завод с одной ивасевой и одной крабовой линиями. В июне 1931 года был организован рыбоконсервный комбинат «Мутухе», ставший впоследствии рыбозаводом "Каменским" - градообразующим предприятием. Развивался рыбокомбинат, на его базе рос и поселок Макарово. Указом Президиума Верховного Совета РСФСР от 30 мая 1951 года населенный пункт Макарово отнесен к категории рабочих поселков с присвоением ему наименования Каменка. В 1951 год Каменка получила статус посёлка городского типа. С 2004 года Каменка — сельский населённый пункт.

## Население
| 1915  | 1926 | 1959  | 1970  | 1979  | 1989  | 2002  |
| ----- | ---- | ----- | ----- | ----- | ----- | ----- |
| 122   | ↘99  | ↗1792 | ↗2225 | ↗2321 | ↘2296 | ↘1734 |
| 2010  |      |       |       |       |       |       |
| ↘1404 |      |       |       |       |       |       |